# Dog Peninsula
Dog Peninsula är en halvö i Kanada.   Den ligger i provinsen Newfoundland och Labrador, i den östra delen av landet, 1 500 km öster om huvudstaden Ottawa.
Trakten runt Dog Peninsula är nära nog obefolkad, med mindre än två invånare per kvadratkilometer.